# Gometz-le-Châtel
Gometz-le-Châtel település Franciaországban, Essonne megyében. Lakosainak száma 2635 fő (2022. január 1.). Gometz-le-Châtel Gif-sur-Yvette, Janvry, Bures-sur-Yvette, Gometz-la-Ville, Saint-Jean-de-Beauregard és Les Ulis községekkel határos.

## Népesség
A település népességének változása:
| Lakosok száma | 2593 | 2565 | 2610 | 2752 | 2711 | 2664 | 2618 | 2615 | 2635 |
|               | 2013 | 2015 | 2016 | 2017 | 2018 | 2019 | 2020 | 2021 | 2022 |